# 延命公園 (大牟田市)
延命公園（えんめいこうえん）は、福岡県大牟田市昭和町にある総合自然公園である。

## 概要
1940年（昭和15年）、大牟田市で最初に開設された公園で、約18.1ha（ヘクタール）の敷地面積を持つ。園内には、体育館、野球場、プールなどのスポーツ施設や動物園などがある。
山頂にある延命配水池は上部が展望所となっており、市内が一望できるようになっている。

## 園内にある施設
- 大牟田市動物園
- おおむたアリーナ
- 大牟田市延命球場
- 大牟田市延命プール